# Torfmoorwälder von Borneo
Die Torfmoorwälder von Borneo sind eine Pflanzenformation des tropischen Regenwaldes, die auf der Insel Borneo in den Ländern Brunei, Indonesien und Malaysia existiert.

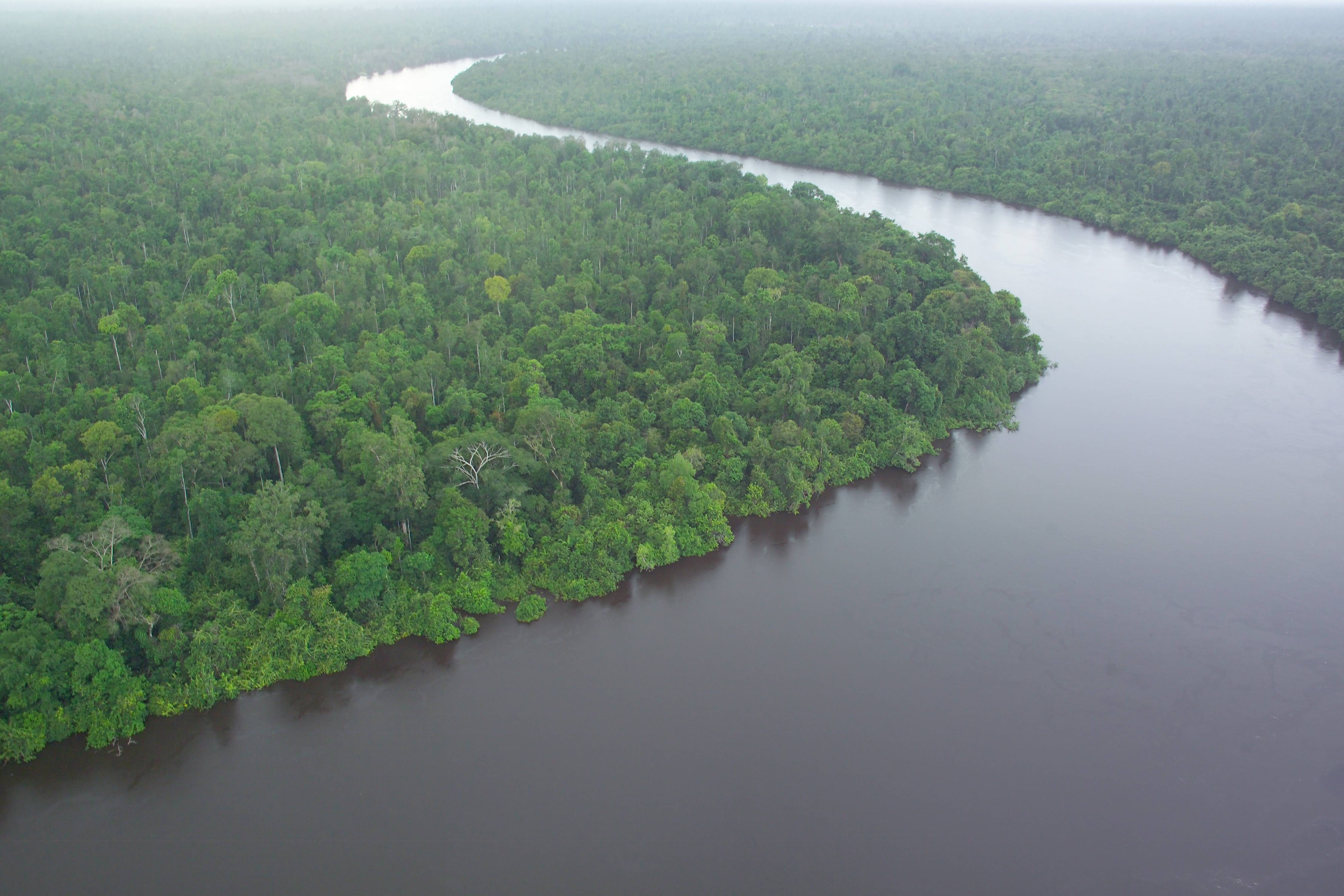
Torfmoorwald in Kalimantan

## Lage und Beschreibung
Die Torfmoorwälder von Borneo sind in seichtem Wasser liegende Torfwälder. Durch das Wasser wird die Kompostierung von abgestorbenen Pflanzenteilen verhindert, welche aber nach einigen Jahren eine dünne Schicht Torf bilden. Die Torfmoorwälder befinden sich in der indonesischen Region Kalimantan, im malaysischen Bundesstaat Sarawak und im bruneiischen Distrikt Belait in flachen Gebieten in Küstennähe. Sie befinden sich hinter den im Brackwasser gelegenen Mangrovenwäldern und werden im Landesinneren vom Regenwald auf trockeneren Böden begrenzt. Außerdem gibt es durch Süßwasser aus Flüssen gespeiste Torfmoorwälder in höheren Gegenden rund um den Fluss Mahakam und den Lake Sentarum, der am Fluss Kapuas liegt. Die Torfmoorwälder liegen im Einflussgebiet der Monsune.

## Aktuelles Geschehen
In den letzten Jahren ließ die indonesische Regierung im Rahmen des Mega Rice Projects über 1 Million Hektar Torfmoorwald fällen, um Landwirtschaftsfläche zu gewinnen. Zwischen 1996 und 1998 wurden etwa 4000 km Bewässerungskanäle angelegt. Die Abholzungen wurden teils legal, teils durch illegalen Holzeinschlag und durch Abbrennen der Fortbestände geschaffen. Die Wasserkanäle, Straßen und Eisenbahnstrecken, die für den legalen Holzeinschlag errichtet wurden, werden auch für illegale Holzeinschläge genutzt. In den Gebieten des Mega Rice Projects sanken die Waldbestände von 64,8 % auf 47,7 %; seitdem wurden die Abholzungen aber weiter fortgesetzt. Ein Großteil der wertvollen Bäume in diesem Gebiet wurde gefällt und das Holz verkauft. Folgen der landwirtschaftlichen Nutzung sind vor allem die Überflutungszeiten. Das dreckige Wasser aus den Kanälen wurde in die Torfmoorwälder gespült, sodass dort das Wasser verschmutzt; infolgedessen wurde das Mega Rice Project gestoppt. Durch die künstlich gelegten Waldbrände stieg auch der CO2-Ausstoß in Indonesien.

## Ökologie

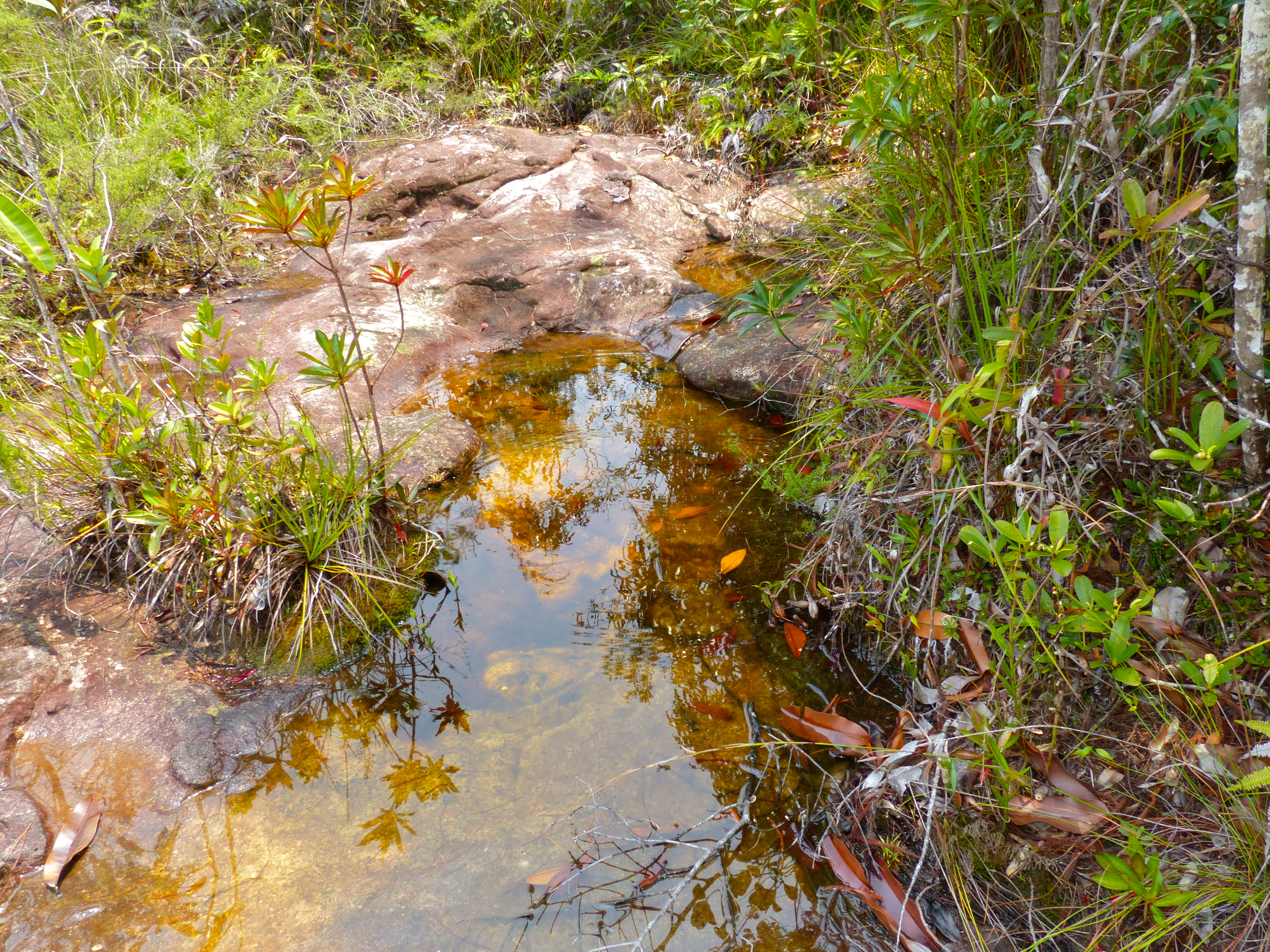
Durch Tannine bräunlich verfärbtes Wasser

Etwa 62 % der tropischen Torfvorkommen befinden sich in der Indo-malaysischen Region (80 % in Indonesien, 11 % in Malaysia, 6 % in Papua-Neuguinea, sowie kleinere Teile in Brunei, Vietnam, Philippinen und Thailand). Dort sind untypische Ökosysteme mit über 70 Meter hohen Bäumen, die sich deutlich von den Torfgebieten in den gemäßigten und borealen Gebieten im Norden unterscheiden. Die schwammigen, instabilen, wassergetränkten und sauerstofffreien Torfschichten können bis zu 20 Meter tief sein und haben einen pH-Wert von 2,9 bis 4. Sie sind nährstoffarm, und der Waldboden ist dort saisonal geflutet. Das Wasser ist durch Tannine, die sich aus den heruntergefallenen Blättern und aus dem Torf herauslösen, dunkelbraun gefärbt. Während der Trockenzeit bleibt der Torf wassergetränkt, und es bilden sich kleinere Tümpel.
Trotz der extremen Bedingungen wurden in den Torfmoorwäldern von Borneo 927 Arten Blütenpflanzen und Farne verzeichnet. Ein Muster der Waldarten kann im Zentrum der Moore erblickt werden. In dortigen Baumfamilien kann man nach außen hin die Waldarten ansehen. Die meisten Baumfamilien wurden in den Flügelfruchtgewächswäldern im Tiefland entdeckt. Viele Bäume haben Stelzenwurzeln, um sich auf dem instabilen Boden abzustützen. Außerdem besitzen sie Atemwurzeln, um den Gasaustausch zu erleichtern. Die Bäume bilden dicke Wurzelmatten über 50 cm über dem Torf, um die Aufnahmen von Sauerstoff und Nährstoffen zu ermöglichen.

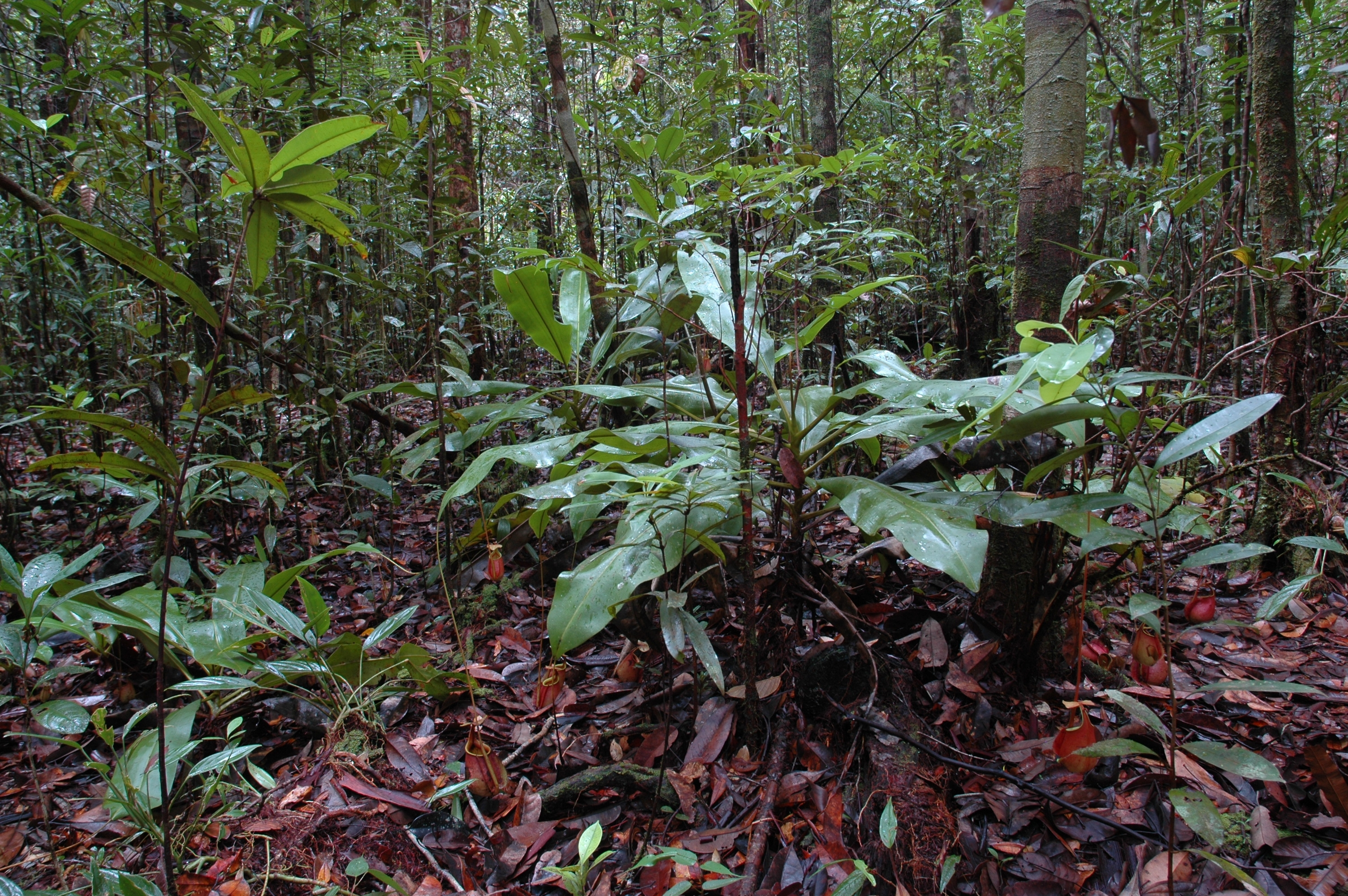
Bodenbewuchs im Nationalpark Gunung Mulu, im Vordergrund Nepenthes bicalcarata

Die Torfmoore im Tiefland von Borneo haben ein Alter von etwa 5000 Jahren. Küstennahe Wälder, die auf Meeresschlamm und Sand wachsen, und Wälder in der Nähe von Seen in Kalimantan sind über 11000 Jahre alt.
Ein Grund für die nährstoffarmen Bedingungen ist, dass Wasserläufe und Flüsse nicht in die Wälder fließen. Wasser fließt lediglich aus dem Wald hinaus, sodass zusätzliche Nährstoffe nur durch Regenfälle und Nebel in die Wälder kommen. Um den Nährstoffmangel zu bewältigen, haben die Pflanzen chemische und physische (z. B. hartes Laub, Spinnen und Dornen) Verteidigungsstrategien entwickelt, sodass die Blätter nach dem Abfallen zu Torf werden. Obwohl die chemischen Bestandteile schnell aus den Blättern weichen, schützt die physische Struktur die Blätter vor Kompostierung durch Bakterien und Pilze. Die physische Struktur verfällt nur langsam, sodass sich Torf bildet. Dies steht im Gegensatz zu den Tieflandwäldern, wo Blätter sehr schnell kompostiert werden und schnell Nährstoffe gebildet werden. Wenn nichtendemische Pflanzenarten sich im Gebiet der Torfmoorwälder ansiedeln, sterben diese schnell. Nach einem Jahr im Schlamm kann man aber visuell keinen Unterschied mehr erkennen. Verwendbare Nährstoffe für die Bäume kommen aus den heruntergefallenen Blättern, denn diese werden von den Wurzelmatten schnell aufgenommen. Es wurde angenommen, dass durch niedrige pH-Werte und das Nichtvorhandensein von Sauerstoff in den Torfschichten Bakterien und Pilze in den Torfmoorwäldern nicht überleben können, aber aktuelle Studien haben gezeigt, dass das Überleben in vielfältigen Gemeinschaften funktioniert.

## Tier- und Pflanzenwelt
In den Wäldern gibt es eine große Artenvielfalt. Heimisch sind unter anderem Gibbons und Orang-Utans. In Teilen der Wälder sind die Flussinseln in den Mooren wichtige Habitate für Javaneraffen, Silberne Haubenlanguren und Nasenaffen. In den Wäldern leben zahlreiche Fledermaus- und über 200 Vogelarten. Die Wasserläufe in den Torfmoorwäldern sind die Heimat von Ottern, Wasservögeln, Sunda-Gavialen und Krokodilen und von Fischen, wie zum Beispiel der Asiatische Gabelbart, sowie von Pracht- und Schokoladenguramis.

## Erhaltung
Die Versuche zur Erhaltung der Torfmoorwälder fallen im Vergleich zur Zerstörung durch das kommerzielle Abholzen der Wälder zu minimal aus. Dies geschieht aktuell in Sarawak und wird in Brunei geplant. Ein Plan der umweltfreundlichen Stiftung und Nichtregierungsorganisation Borneo Orangutan Survival Foundation ist das Schützen der Torfmoorwälder von Mawas durch verschiedene Finanzierungen. Die Erhaltung und Renaturierung der Torfmoorwälder sind effizientere Ziele als das Reduzieren des Abholzens (in Bezug auf Emissionsgutschriften durch REDD+); Gründe hierfür sind die deutlich größeren erreichten reduzierten Emissionen pro m² und die billigeren Kosten. Über 6 % der ursprünglichen Torfwälder befinden sich innerhalb geschützter Gebiete; die größten sind der Nationalpark Tanjung Puting und der Nationalpark Sebangau.

## Bilder

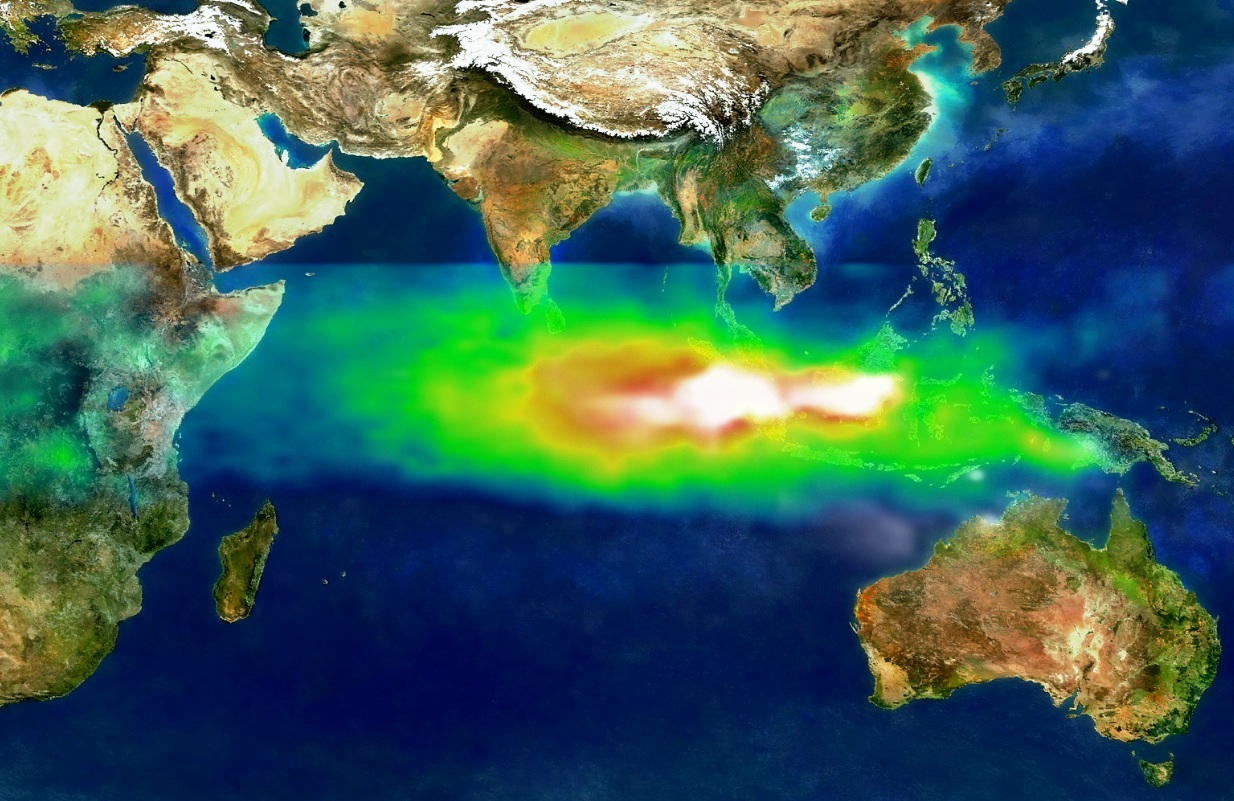
Luftverschmutzung in Asien 1997
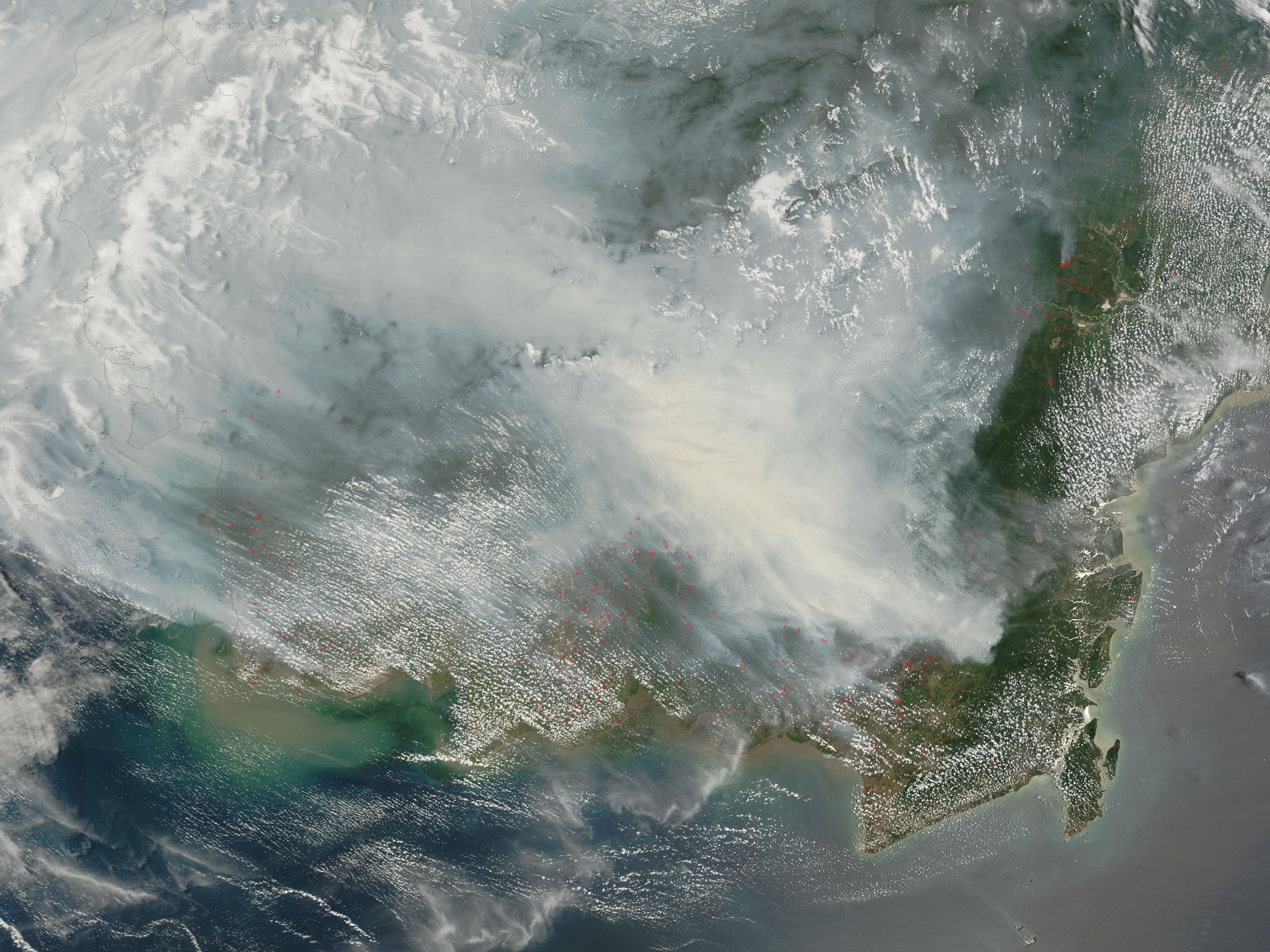
Satellitenbild von Borneo mit dem Rauch der brennenden Torfmoorwälder